# Controcorrente (corsivo)
Controcorrente è stato il corsivo giornalistico tenuto quotidianamente da Indro Montanelli sul quotidiano da lui fondato nel 1974, il Giornale nuovo (poi il Giornale), caratterizzando tutto il periodo in cui la testata fu sotto la sua direzione (1974-1994). Dopo l'abbandono del Giornale, nel 1994 Montanelli fondò La Voce (1994-1995), trasferendo la rubrica sul nuovo quotidiano.

## Descrizione
Si trattava di un breve commento ironico o sarcastico, all'indirizzo di fatti o personaggi che in quel giorno avevano particolare rilievo o correlazione con gli accadimenti in corso. Un concentrato di intelligenza corrosiva, irriverente e politicamente scorretta come il seguente:
(Controcorrente del 3 marzo 1978.)
All'epoca, il Giornale Nuovo rappresentò la voce della destra liberal-conservatrice, così come l'Unità era l'organo di propaganda del Partito comunista italiano, il maggior partito italiano di sinistra; il Controcorrente di Montanelli si contrapponeva al corsivo di Fortebraccio, nom de plume del giornalista Mario Melloni.
Nei vent'anni di vita della rubrica, i Controcorrente pubblicati furono circa 6.000; in varie occasioni furono raccolti per selezione e ripubblicati in opere monografiche.